# Polskie Towarzystwo Entomologiczne
Polskie Towarzystwo Entomologiczne (skróty: PTE, PTEnt) – polskie towarzystwo naukowe, organizacja pozarządowa, skupiająca entomologów, innych naukowców i amatorów zainteresowanych poznawaniem i badaniem owadów.

## Historia
W 1920 powstała Sekcji Entomologicznej Lwowskiego Oddziału Polskiego Towarzystwa Przyrodników im. Kopernika przekształciła się w grudniu 1922 w Polski Związek Entomologiczny. Pierwszym prezesem PZE wybrano w 1923 prof. dr Zygmunta Mokrzeckiego.
Celem działania lwowskiego PZE było m.in. „wszechstronne badanie (systematyka, biologja, entomologja stosowana i t. d.) owadów przede wszystkiem Polski i wydawanie własnych publikacyj”.
W 1925 przyjęto do PZE, na prawach członka – korporanta, Poznańskie Towarzystwo Entomologiczne (założone w 1924), natomiast w 1935 utworzono pierwszą i jedyną przed II wojną światową, tematyczną Sekcję Entomologii Stosowanej.
Po wojnie Związek został reaktywowany w 1947 we Wrocławiu. W 1948 rozpoczęto tworzenie nowej entomologicznej biblioteki naukowej, a w 1949 stowarzyszenie formalnie zarejestrowano. Wtedy też zaczęły powstawać oddziały terenowe: w Poznaniu (1949, pierwszy), Warszawie (1950, drugi) i Wrocławiu (1950, trzeci).
W okresie stalinowskim (od 1952) w ramach głębokich zmian w strukturze polskiej nauki i życia społecznego, stowarzyszenie finansowo i programowo uzależnione zostało od Polskiej Akademii Nauk. W ciągu następnych 20 lat oficjalne jego działania podporządkowane były wytycznym kolejnych plenów PZPR i uchwał PAN. W 1953 siedziba Związku przeniesiona została z Wrocławia do Lublina, a w 1963 – do Warszawy. W 1963 zmieniono uchwałą Walnego Zgromadzenia dotychczasową nazwę – Polski Związek Entomologiczny na Polskie Towarzystwo Entomologiczne.
W 1969 rozpoczęto wydawanie „Biuletynu Informacyjnego”, który w 1980 przekształcił się w „Wiadomości Entomologiczne”. W latach 70. XX wieku uzależnienie PTEnt od wpływów partyjnych i rządowych zaczęło maleć. W 1989 na ogólnokrajowym zjeździe PTEnt wybrano nowe władze i zmieniono redakcje czasopism. Siedzibę Towarzystwa przeniesiono ponownie do Wrocławia. W 1998, w 75-lecie powołania do życia PZE, odbył się w Poznaniu Jubileuszowy Zjazd Towarzystwa. Na siedzibę PTE wybrano wówczas Poznań, oraz dokonano licznych zmian w statucie Towarzystwa. 
PTEnt organizuje ogólnopolskie i regionalne konferencje, sympozja i zjazdy poświęcone tematyce entomologicznej.

### Siedziby SE / PZE / PTE
1. Lwów (1920–1939)
2. Wrocław (1947–1953)
3. Lublin (1953–1963)
4. Warszawa (1963–1989)
5. Wrocław (1989–1998)
6. Poznań (od 1998)

## Przewodniczący i Prezesi

### Sekcja Entomologiczna Lwowskiego OddziałuPolskiego Towarzystwa Przyrodników im. Kopernika
1. prof. (gimn.) Jarosław Łomnicki, Przewodniczący 1920–1922

### Polski Związek Entomologiczny (od 1963 Polskie Towarzystwo Entomologiczne)
1. prof. dr Zygmunt Mokrzecki, Przewodniczący 1923–1936
2. prof. inż. Aleksander Kozikowski, Przewodniczący 1937–1939, 1947–1952
3. prof. dr Konstanty Strawiński, Prezes 1953–1966
4. prof. dr Henryk Sandner, Prezes 1967–1989
5. prof. dr hab. Andrzej Warchałowski, Prezes 1989–1995
6. prof. dr hab. Jarosław Buszko, Prezes 1995–1998
7. prof. dr hab. Janusz Nowacki, Prezes 1998–2010
8. dr hab. Marek Bunalski, Prezes 2010–2019
9. dr hab. Paweł Sienkiewicz, Prezes od 2019

## Oddziały terenowe

### istniejące
- Oddział w Gdańsku (zał. 1969)
- Oddział w Lublinie (zał. 1952)
- Oddział w Łodzi
- Oddział w Olsztynie (zał. 1958)
- Oddział w Poznaniu (zał. 1949, najstarszy)
- Oddział w Rzeszowie (zał. 1974)
- Oddział w Skierniewicach

### nieistniejące
- Oddział w Białymstoku (zał. 1969)
- Oddział w Bydgoszczy (zał. 1973)
- Oddział w Bytomiu (1957–1992, przekształcił się w Śląskie Towarzystwo Entomologiczne)
- Oddział w Kielcach (zał. 1975)
- Oddział w Krakowie
- Oddział w Pszczynie (zał. 1976)
- Oddział w Puławach
- Oddział w Szczecinie
- Oddział w Warszawie (zał. 1950)
- Oddział we Wrocławiu (zał. 1950)

## Sekcje tematyczne

### istniejące
- Sekcja Dipterologiczna (zał. 1981)
- Sekcja Hemipterologiczna (zał. 2005)
- Sekcja Hymenopterologiczna (zał. 1993)
- Sekcja Koleopterologiczna (zał. 1971)
- Sekcja Lepidopterologiczna (zał. 1975)
- Sekcja Odonatologiczna (zał. 1998)
- Sekcja Paleoentomologiczna (zał. 1985 jako Sekcja Owadów Kopalnych, od 2006 pod obecną nazwą)
- Sekcja Trichopterologiczna (zał. 2001)

### nieistniejące
- Sekcja Entomologii Leśnej (zał. 1973, później przeniesiona do Polskiego Towarzystwa Leśnego)
- Sekcja Entomologii Rolniczej (zał. 1968)
- Sekcja Entomologii Stosowanej (1935–1950, najstarsza)
- Sekcja Owadów Społecznych (zał. 1971 jako Sekcja Myrmekologiczna, od 1973 pod nową nazwą)

## Wydawnictwa
Polskie Towarzystwo Entomologicznie wydaje, bądź wydawało:

### czasopisma naukowe
- „Polskie Pismo Entomologiczne” (od 1922, od 2007 zmiana tytułu na „Polish Journal of Entomology”, w języku angielskim, ISSN 0032-3780, e-ISSN 0032-3780)
- „Wiadomości Entomologiczne” (od 1980, w języku polskim, ISSN 0138-0737)

### serie wydawnicze
- Klucze do oznaczania owadów Polski (od 1954, ISSN 0075-6350)
- Polish Entomological Monographs (od 2000, ISSN 1641-7445)

### biuletyny (newslettery)
- „Biuletyn Informacyjny Polskiego Towarzystwa Entomologicznego” (nr 1, 1969 – 23, 1979, ISSN 2081-4003, przekształcony w czasopismo „Wiadomości Entomologiczne”)
- „Biuletyn Entomologiczny” (R. 1, nr 1, 1978, wydał Oddział w Łodzi, kontynuowany przez środowisko łódzkich entomologów, ISSN 1507-0328)
- „Dipteron” (od 1985, wydaje Sekcja Dipterologiczna PTE, ISSN 1895-4464)
- „Trichopteron”, Biuletyn Sekcji Trichopterologicznej PTE (od 2001, ISSN 1733-5558)
- „Odonatrix”, Biuletyn Sekcji Odonatologicznej PTE (od 2005, ISSN 1733-8239)